# Alan Sillitoe
Alan Sillitoe (4. marts 1928 i Nottingham, England – 25. april 2010 i London, England) var en britisk forfatter, ofte betegnet som en af de "vrede unge mænd". Han var en af dem som stærkest har ført arbejderklassen og provinsen ind i moderne engelsk litteratur.
Sillitoe slog igennem med sin første roman, Saturday Night and Sunday Morning (1958; dansk overs. Lørdag aften - søndag morgen, 1961, også filmatiseret og dramatiseret, 1960). Året efter kom novellen The Loneliness of the Long Distance Runner (dansk overs. Ensom løber og andre noveller, 1962, også filmatiseret, 1962), en samfundskritisk historie fra fængselsmiljø. Andre romaner er bl.a. A Tree on Fire (1967), The Flame of Life (1974), Life Goes On (1985), Out of the Whirlpool (1987; dansk overs. Ud af malstrømmen, 1991), Last Loves (1990) Snowstop (1993) og The Broken Chariot (1998). Novellesamlinger bl.a. The Ragman's Daughter (1963), Guzman, Go Home (1968) og The Far Side of the Street (1988). New and Collected Stories kom i 2003. Sillitoe har desuden udgivet digtsamlinger, børnebøger og selvbiografien Life Without Armour (1994).